# Maria von Tasnady

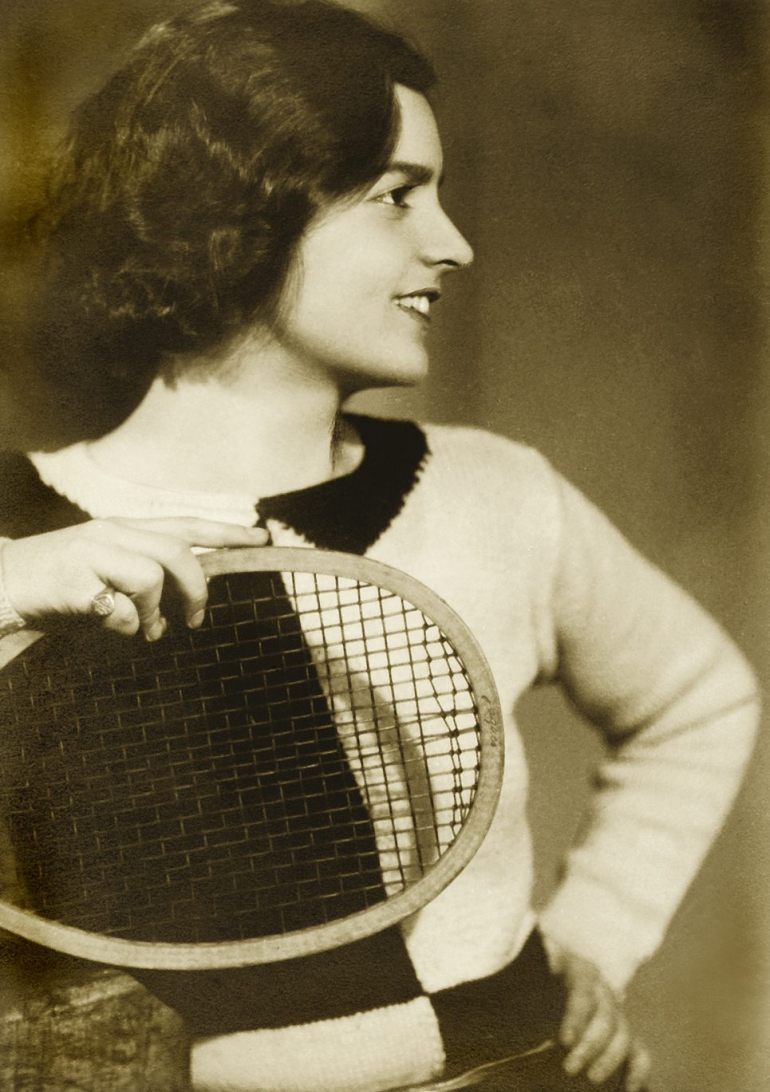
Maria von Tasnady

Maria von Tasnady, eigentlich Magdalena Fekete (anhörenⓘ * 16. November 1911 in Lónyaytelep, Österreich-Ungarn; † 16. März 2001 in München) war eine ungarische Schauspielerin.

## Leben
Magdalena Fekete studierte Literaturgeschichte und Germanistik an der Universität in Budapest und wollte Journalistin werden. 1931 wurde sie zur Miss Ungarn gewählt. Als Preis gewann sie eine Reise nach Berlin. Hier erhielt sie unter dem Künstlernamen „Maria von Tasnady“ in Durchlaucht amüsiert sich noch im selben Jahr ihre erste Filmrolle. Sie nahm Schauspielunterricht und trat am Staatstheater Oldenburg und später am Schillertheater in Berlin auf.
In den folgenden Jahren bekam sie mehrmals Hauptrollen in deutschen Filmen. In dem Propagandafilm Menschen ohne Vaterland spielte sie ein Flüchtlingsmädchen, in der Titelrolle der Liebesromanze Frau Sylvelin war sie die vernachlässigte Ehefrau von Heinrich George. 1939 kehrte sie nach Ungarn zurück und konnte in ungarischen und italienischen Produktionen mitwirken.
1948 verließ sie Ungarn, lebte in Italien und Frankreich und ab 1954 in München. Dort war sie 21 Jahre als Sprecherin für den Rundfunksender Radio Free Europe tätig. Zeitweise hatte sie einen Wohnsitz in Amerika.
Maria von Tasnady war in erster Ehe mit dem deutschen Produzenten Bruno Duday verheiratet, der mehrmals als Co-Produzent an ihren Filmen beteiligt war. Etwa 1938 heiratete sie den ungarischen Filmregisseur Géza von Radványi, unter dessen Regie sie mehrfach agierte.
Ihr Grab befindet sich auf dem Friedhof von Planegg bei München.

## Filmografie
- 1932: Durchlaucht amüsiert sich
- 1932: Wenn die Liebe Mode macht
- 1936: Schlußakkord
- 1937: Menschen ohne Vaterland
- 1937: Streit um den Knaben Jo
- 1937: Frau Sylvelin
- 1939: Das Abenteuer geht weiter
- 1939: Die Frau ohne Vergangenheit
- 1940: Hände hoch, Herr Kommissar (Öt öra)
- 1941: Der sprechende Mantel (A beszélö köntös)
- 1941: Alarm
- 1941: Európa nem válaszol
- 1942: Bengasi
- 1951: Wunder einer Stimme – Enrico Caruso (Enrico Caruso – leggenda di una voce)
- 1955: André und Ursula
- 1957: Die Prinzessin von St. Wolfgang